# Ghiacciaio Cappellari
Il Ghiacciaio Cappellari è un ghiacciaio antartico, lungo circa 20 km, che fluisce in direzione ovest dalla spalla nordoccidentale del Monte Vaughan per andare a confluire nel Ghiacciaio Amundsen subito a nord del Monte Dort. È situato nelle Hays Mountains, catena montuosa che fa parte dei Monti della Regina Maud, in Antartide. 
Fu preliminarmente mappato dalla spedizione dell'esploratore polare Richard Evelyn Byrd nel 1928-30. Una mappatura più completa fu eseguita nel 1960-64 dalla United States Geological Survey basandosi su ispezioni in loco e utilizzando le fotografie aeree scattate dalla United States Navy. La denominazione è stata assegnata dall'Comitato consultivo dei nomi antartici (US-ACAN) in onore di Lewis K. Cappellari, che aveva condotto studi sulla ionosfera alla Stazione McMurdo nel 1965.